# Pháo phòng không tự động 37 mm M1939 (61-K)
61-K (tiếng Nga: 37-мм автоматическая зенитная пушка образца 1939 года (61-К)) là một loại pháo phòng không tự động có cỡ nòng 37 mm được Liên Xô sản xuất từ cuối năm 1939. Được dùng chủ yếu để phòng không, nhưng 61-K cũng có thể được dùng như một loại pháo bắn thẳng nhằm chống bộ binh, Xe bọc thép chở quân hoặc Xe tăng hạng nhẹ. Tham chiến lần đầu tiên trong Thế chiến thứ hai, nó phục vụ chủ yếu ở mặt trận Xô-Đức và đã bắn hạ 14.657 máy bay của Luftwaffe. Sau này, nó bị thay thế bởi pháo phòng không tự động S-60 AZP 57 mm có tầm bắn xa cũng như có độ chính xác cao hơn. Ký hiệu của NATO đối với 61-K là M1939.

## Phát triển

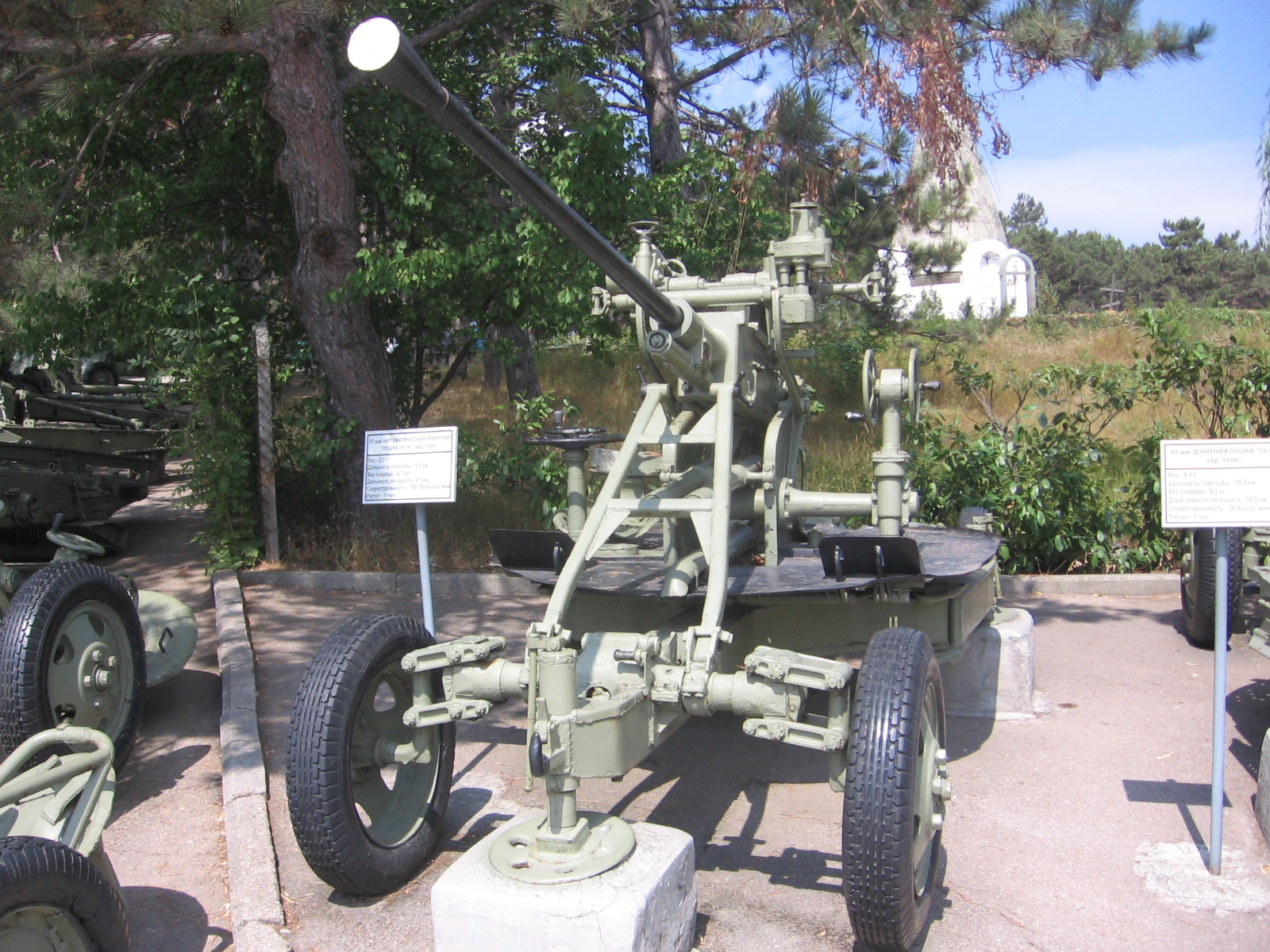
61-K 37 mm được trưng bày tại Sevastopol

Vào năm 1935, Hải quân Liên Xô đặt mua một số pháo phòng không tự động Bofors 25 mm Model 1933 (phiên bản xuất khẩu của mẫu pháo Bofors 25 mm M/32) từ hãng Bofors của Thụy Điển. Các cuộc thử nghiệm với pháo này đã thành công và họ quyết định phát triển phiên bản sử dụng đạn 45 mm được đặt tên là 49-K dưới sự giám sát của các kỹ sư pháo binh hàng đầu của Liên Xô khi ấy là M.N. Loginov, I.A. Lyamin và L.V. Lyuliev. Mẫu thiết kế tuy rất thành công nhưng phía quân đội lại cho rằng cỡ đạn 45 mm là khá lớn so với một mẫu pháo phòng không dã chiến tự động. Vào tháng 1 năm 1938, Nhà máy Pháo binh số 8 nhận được lệnh phát triển một mẫu pháo phòng không tự động mới sử dụng cỡ đạn 37 mm nhỏ hơn dựa theo thiết kế của mẫu 49-K trước đó. Thử nghiệm lần đầu với mẫu pháo mới được tiến hành vào tháng 10 cùng năm và nó được đặt tên là 61-K. Vào năm 1940, Liên Xô đã so sánh 61-K với mẫu Bofors 40 mm của Thụy Điển. Không có sự khác biệt đáng kể nào được tìm thấy giữa chúng.
Năm 1939, các mẫu 61-K đầu tiên được sản xuất trên quy mô nhỏ, đến năm 1940 thì việc sản xuất được mở rộng trên quy mô lớn. Nhiều phiên bản 61-K được sản xuất như phiên bản pháo 1 nòng, pháo 1 nòng có tấm chắn đạn, pháo 2 nòng, phiên bản 70-K của Hải quân...

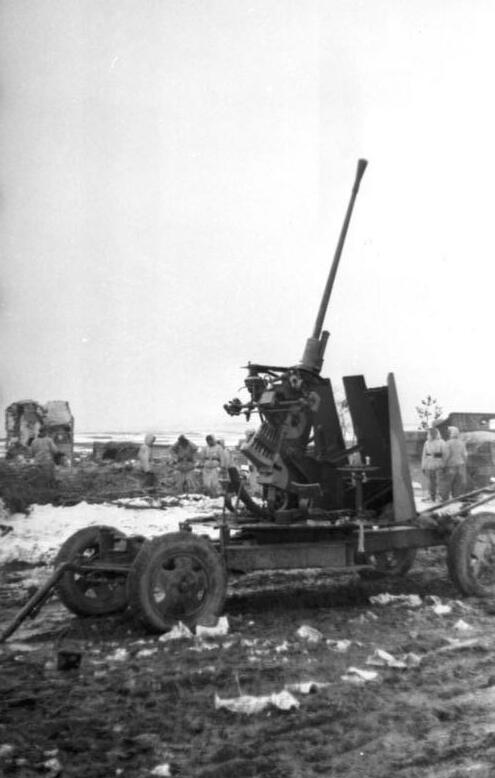
61-K trong Thế chiến Thứ hai

### Phiên bản bộ binh
61-K bắt đầu được biên chế chính thức trong Hồng quân từ năm 1940. Một tổ súng phòng không 61-K thường có tám người (có thể giảm tùy theo tình hình chiến sự hoặc thiếu người), có thể mang theo 200 viên đạn mỗi súng. Đạn được đóng và nạp vào pháo theo kẹp sắt (giống mẫu Bofors 40 mm của Thụy Điển), mỗi kẹp chứa được 5 viên đạn. Vỏ đạn thoát ra qua một cửa thoát vỏ đạn hình vuông phía sau hộp khoá nòng, còn kẹp đạn thì thoát ra qua một rãnh dọc phía bên dưới hộp khoá nòng. 61-K có thể quay 360° và có thể hạ thấp nòng xuống -5°, cao nhất là 85°, tầm bắn trung bình là 8,5 km. Tính đến năm 1945, đã có 20.000 khẩu 61-K được chế tạo tại Liên Xô. Sau này chúng còn được sản xuất tại Ba Lan, Trung Quốc và Bắc Triều Tiên.

### Phiên bản hải quân
Phiên bản Hải quân của 61-K là súng phòng không 70-K 37 mm, sau khi sản xuất, chúng bắt đầu thay thế các khẩu 21-K 45 mm trên các tàu chiến của Liên Xô, nhưng việc thay thế chưa hoàn thành thì Quân đội Phát xít Đức bắt đầu tấn công Liên Xô. Chỉ có loại tàu phóng lôi lớp T-301 là được trang bị 70-K đầy đủ. Phiên bản V70-K còn được sản xuất đến năm 1955 thì ngừng lại. Tổng cộng có 3.113 khẩu được sản xuất. Sau này, Liên Xô tiếp tục sản xuất phiên bản hiện đại hóa của nó là V-11M.

### ZSU-37
ZSU-37 là phiên bản pháo phòng không tự hành của 61-K, được phát triển sau Chiến tranh thế giới thứ hai. Hệ thống bao gồm tháp pháo là khẩu pháo phòng không 61-K được đặt trên thân của pháo chống tăng tự hành SU-76.

## Lịch sử hoạt động
61-K từng được sử dụng trong Thế chiến thứ hai, Chiến tranh Triều Tiên, Chiến tranh Việt Nam, Nội chiến Lào, Nội chiến Campuchia và nhiều cuộc chiến khác. Nó rất hiệu quả trong việc tạo hỏa lực phòng không tầm thấp đến tầm trung, kể cả việc hạ nòng để bắn mục tiêu mặt đất.

### Thế chiến thứ hai
61-K chính thức được sử dụng tại Mặt trận Xô-Đức năm 1941. Ở trạng thái chiến đấu, nó tạo một màn hỏa lực dày đặc từ 0m đến độ cao 6.000 mét. Bấy giờ, gần như tất cả máy bay của phát xít Đức đều nằm trong tầm bắn của 61-K. Nó phối hợp cùng các loại pháo 57 mm, 85 mm, súng máy DShK 12,7 mm lập bức tường phòng không đa tầm hiệu quả. Tổng cộng đã có 14.657 máy bay các loại của Đức Quốc xã bị bắn hạ bởi pháo 37 mm.

### Chiến tranh Triều Tiên
Trong Chiến tranh Triều Tiên, 61-K 37 mm được sử dụng nhằm bảo vệ các khu vực chỉ huy, căn cứ, kho tàng vật chất của quân Trung Quốc, Cộng hòa Dân chủ Nhân dân Triều Tiên và Liên Xô. Nó phối hợp cùng các máy bay tiêm kích MiG-15 của không quân đã bẻ gãy nhiều cuộc tấn công của máy bay Hoa Kỳ như F-86 Sabre, F9F Panther, F4U Corsair và máy bay ném bom tầm trung như B-25. Khoảng mấy trăm máy bay Hoa Kỳ đã bị bắn hạ bởi 61-K.

### Chiến tranh Đông Dương

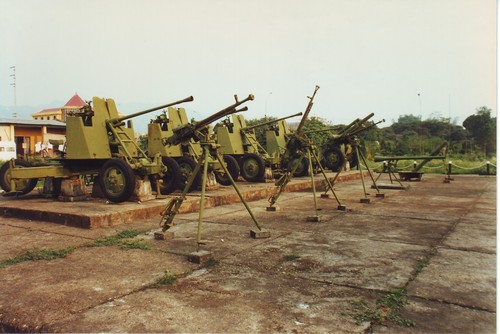
Pháo phòng không 61-K ở phía sau cùng những khẩu DShK ở phía trước của Việt Minh sử dụng tại Điện Biên

Sau Chiến dịch Biên giới thu đông 1950, Quân đội Nhân dân Việt Nam bắt đầu có được những viện trợ quý giá từ Liên Xô thông qua chính phủ Cộng hòa Nhân dân Trung Hoa. Vào tháng 5 năm 1951, Việt Nam thành lập Đại đội 612, đơn vị phòng không chính quy đầu tiên, sử dụng 4 khẩu 61-K 37mm loại 1 nòng có tấm chắn, làm nhiệm vụ bảo vệ cầu Tà Lùng (Cao Bằng), một vị trí quan trọng trên tuyến đường giao thông với Trung Quốc.
Ngày 1 tháng 4 năm 1953, Trung đoàn Pháo cao xạ 367 được thành lập với 2.700 người, có khí tài nòng cốt là những khẩu pháo cao xạ 61-K 37 mm viện trợ từ Liên Xô thông qua Cộng hòa Nhân dân Trung Hoa, được biên chế thành 6 tiểu đoàn mang các phiên hiệu: 381, 383, 385, 392, 394, 396. Mỗi tiểu đoàn có 3 đại đội pháo 37mm (mỗi đại đội có 4 khẩu) và 1 đại đội súng máy phòng không DShK 12,7mm (12 khẩu). Một tiểu đoàn lái xe kéo pháo, xe vận tải và thợ sửa chữa mang phiên hiệu tiểu đoàn 690. Trong thư gửi cán bộ, chiến sỹ Trung đoàn 367 ngày 10 tháng 6 năm 1953, Đại tướng Võ Nguyên Giáp viết: “Trong hoàn cảnh một đất nước, một quân đội chưa có không quân, thì Binh chủng Pháo cao xạ lại càng quan trọng. Trung đoàn 367 là một trong những đơn vị có trang bị tương đối hiện đại đầu tiên của quân đội ta, sẽ làm cơ sở và nòng cốt cho việc phát triển lực lượng phòng không to lớn sau này. Sự ra đời của Pháo cao xạ đánh dấu một bước trưởng thành mới của quân đội ta trên con đường tiến lên chính quy, hiện đại”
Đến đầu năm 1953, Quân đội Nhân dân Việt Nam đã có 8 tiểu đoàn phòng không, với 500 súng máy phòng không 12,7mm và 6 tiểu đoàn pháo cao xạ 61-K 37mm.
Trong Chiến dịch Điện Biên Phủ, lực lượng phòng không Việt Nam đã kết hợp hỏa lực của pháo phòng không 61-K cùng với súng máy DShK 12,7 mm đã bắn rơi 50 máy bay, 2 trực thăng, gây hư hại cho 167 chiếc khác, góp phần làm giảm ưu thế trên không của quân Pháp, ngăn chặn khả năng tiếp viện cho quân Liên hiệp Pháp đồn trú tại Điện Biên Phủ. Trong chiến dịch có 7 khẩu 37mm bị hư hại, chiến sỹ kỹ thuật đã sửa chữa, dồn lắp tại chỗ được 3 khẩu, còn 4 khẩu phải kéo về trạm Quân khí Tiền phương ở Km 52, đường Tuần Giáo đi Điện Biên Phủ để sửa. Kết thúc chiến dịch, bộ đội Pháo cao xạ đã được khen thưởng: 1 huân chương Quân công Hạng 2; 35 huân chương Quân công Hạng 3; 27 huân chương Chiến công Hạng nhất cho các đơn vị; 200 cán bộ, chiến sĩ được thưởng huân chương Chiến công các loại. Khẩu đội trưởng Tô Vĩnh Diện, người đã hi sinh khi cứu pháo được tặng danh hiệu Anh hùng Lực lượng vũ trang nhân dân.

### Chiến tranh Việt Nam
Vào thời kỳ những năm 1956-1960, Việt Nam Dân chủ Cộng hòa nhận được nhiều pháo phòng không 61-K hơn với nhiều phiên bản khác nhau từ Liên Xô. Hàng chục đơn vị pháo phòng không kết hợp súng DShK 12,7 mm, 14,5 mm, 57 mm cùng 37 mm, ZU-23-2 23mm đã được thành lập, được bố trí khắp miền Bắc và dọc theo Đường Trường Sơn. Các đơn vị này đóng vai trò cực kỳ quan trọng trong việc bảo vệ các cơ quan, căn cứ quân sự, khu dân cư và các khu công nghiệp ở miền Bắc cùng những binh trạm ở Trường Sơn, ví dụ như trung đoàn pháo phòng không 218. Từ khi thành lập (21 tháng 3 năm 1958) đến khi kết thúc chiến tranh, trung đoàn không chỉ tham gia phòng không mà còn hỗ trợ hỏa lực mặt đất, đã đánh 1.977 trận, bắn rơi 320 máy bay Mỹ, bắn chìm một tàu biệt kích, phá hủy một giàn radar, một kho xăng, phối hợp cùng bộ binh tiêu diệt 2.000 quân đối phương. Ngoài ra, 61-K cũng cực kỳ hữu ích khi dùng để chống bộ binh, với tốc độ bắn nhanh và đầu đạn nổ mảnh sẽ khiến kẻ địch phải dùng xô để mang thương binh về.Vví dụ điển hình là vào cuối năm 1972, tiểu đội bảo vệ trận địa 4 khẩu pháo 61-K của Đoàn 559, Quân đội Nhân dân Việt Nam đã sử dụng pháo 37 mm tấn công bộ binh của địch trong chiến dịch Không Sê Đôn tại Lào.

### Hiện nay
Pháo 61-K 37 mm vẫn còn được sử dụng trong lực lượng phòng không của nhiều quốc gia trên thế giới. Chúng vẫn còn hữu ích trong việc tiêu diệt các máy bay tầm thấp, tầm trung, Trực thăng, Phương tiện bay không người lái và đánh chặn tên lửa hành trình bay thấp. Hiện nay, 61-K đang được nhiều quân đội trên thế giới hiện đại hóa để có thể đáp ứng được với chiến tranh hiện đại, trong đó có Việt Nam.Tại Việt Nam, loại vũ khí này còn được sử dụng để phòng thủ bờ biển, chống lại cuộc đổ bộ của Xe tăng hạng nhẹ

## Đặc tính kỹ thuật
| Thiết kế                        | M1939                 | 70K (Phiên bản Hải quân) | V-11-M (Phiên bản Hải quân) | 45 mm (Phiên bản Hải quân) |
| ------------------------------- | --------------------- | ------------------------ | --------------------------- | -------------------------- |
| Số lượng hộp đạn đưa vào súng   | 1                     | 1                        | 2                           | 4 hoặc 2                   |
| Cỡ nòng                         | 37 mm (1.45 in)       | 37 mm (1.45 in)          | 37 mm (1.45 in)             | 45 mm (1.77 in)            |
| Sơ tốc                          | 880 m/s (2,887 ft/s)  | 880 m/s (2,887 ft/s)     | 880 m/s (2,887 ft/s)        | 900 m/s (2,953 ft/s)       |
| Khối lượng                      | 2,100 kg (4,630 lbs)  | 1,750 kg (3,858 lbs)     | 3,450 kg (7,606 lbs)        | không rõ                   |
| Chiều dài                       | 5.5 m (18 ft)         | 3.8 m (12.46 ft)         | 3.8 m (12.46 ft)            | 6 m (19.68 ft)             |
| Chiều rộng                      | 1.79 m (5.87 ft)      | 2.2 m (7.21 ft)          | 2.75 m (9 ft)               |                            |
| Cao                             | 2.11 m (7 ft)         | 2.2 m (7.21 ft)          | 1.8 m (6 ft)                |                            |
| Góc ngẩng                       | +85 đến -5 độ         | +85 đến -10 độ           | +85 đến -10 độ              | +90 đến 0 độ               |
| Tốc độ xoay                     | ?                     | 20 độ / giây             | 17 độ / giây                | không rõ                   |
| Tốc độ bắn mỗi hộp đạn          |                       |                          |                             |                            |
| (theo lý thuyết)                | 160 đến 170 viên/phút | 160 đến 170 viên/phút    | 160 đến 170 viên/phút       | 160 đến 170 viên/phút      |
| (thực tế)                       | 80 viên/phút          | 80 viên/phút             | 80 viên/phút                | 100 viên/phút              |
| Tầm bắn xa nhất (Trên mặt đất)  | 9,500 m (5.90 mi)     | 9,500 m (5.90 mi)        | 9,500 m (5.90 mi)           | ?                          |
| Tầm bắn hiệu quả (Trên mặt đất) | 4,000 m (2.48 mi)     | 4,000 m (2.48 mi)        | 4,000 m (2.48 mi)           | 9,000 m                    |
| Tầm bắn lớn nhất (Trên không)   | 6,700 m (21,981 ft)   | 6,700 m (21,981 ft)      | 6,700 m (21,981 ft)         | ?                          |
| Tầm bắn hiệu quả (Trên không)   | 3,000 m (9,842 ft)    | 3,000 m (9,842 ft)       | 3,000 m (9,842 ft)          | 6,000 m                    |
| Kíp chiến đấu                   | 8                     | 6                        | 3                           | 4                          |

## Các quốc gia sử dụng

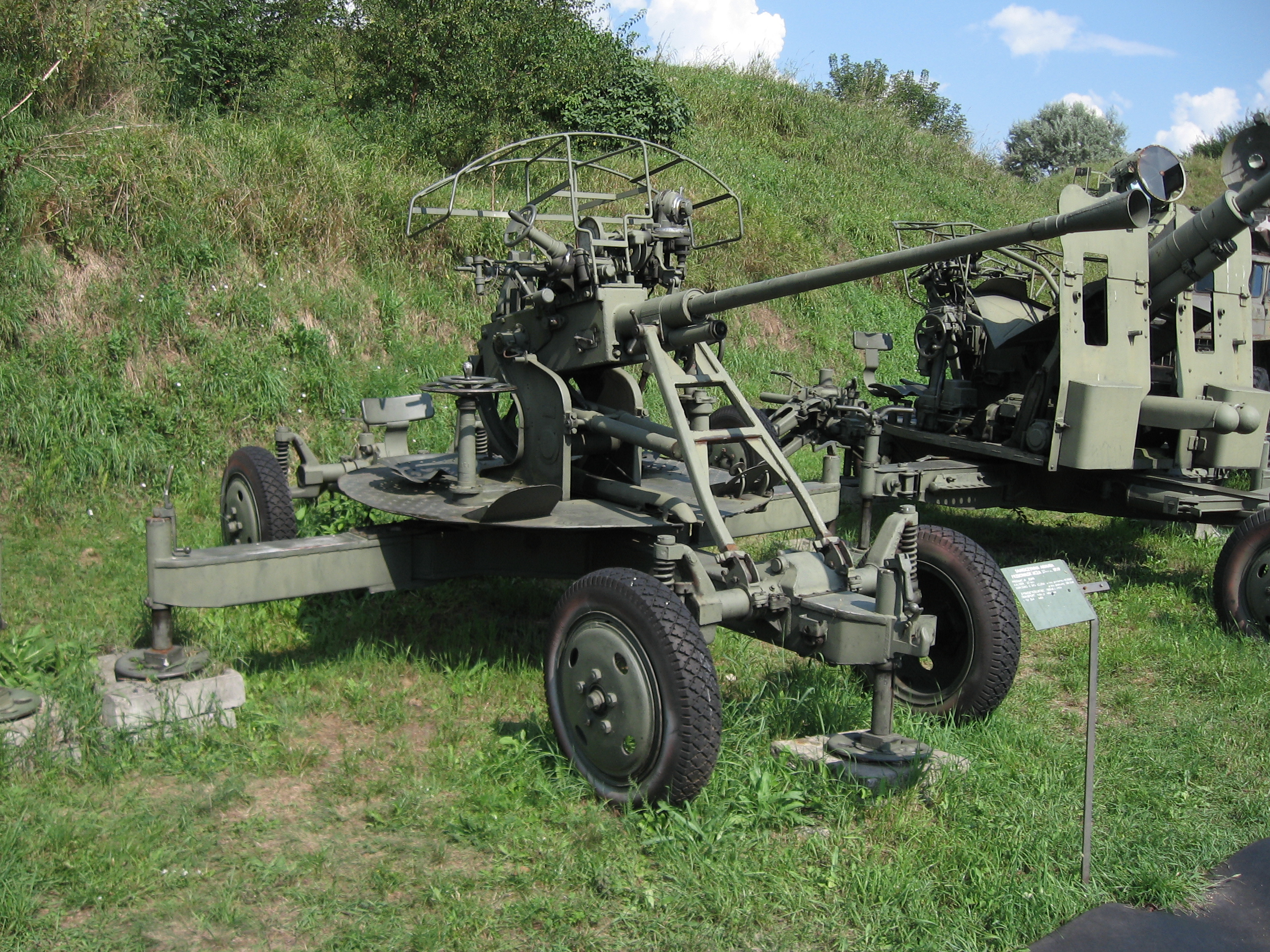
61-K được trưng bày tại Warszawa, Ba Lan

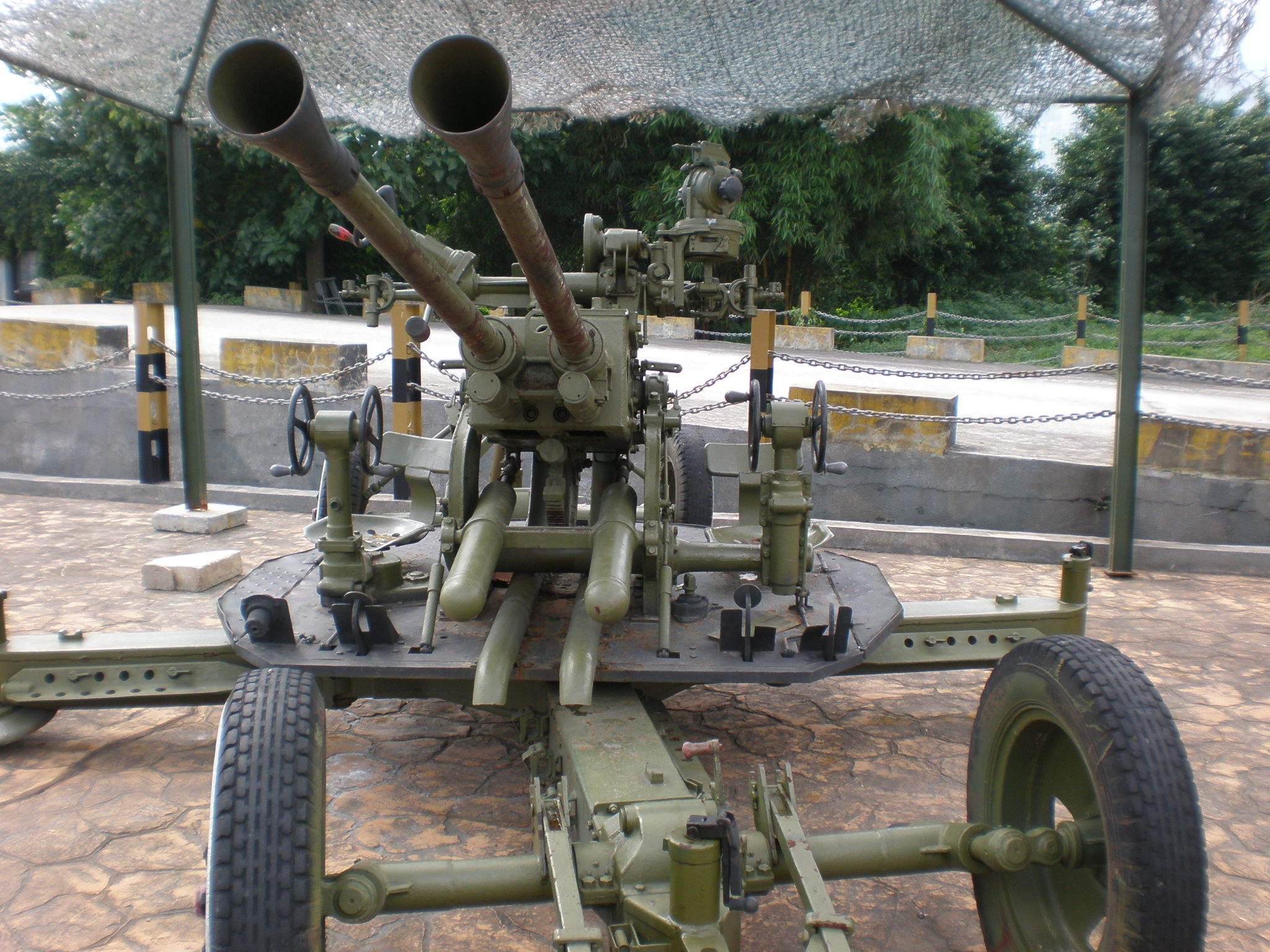
Pháo 61-K phiên bản K-65 2 nòng của Trung Quốc

- Afghanistan
- Albania
- Algérie:~150[8]
- Angola[9]
- Bangladesh:~132 Type 65/74[10]
- Bulgaria[11]
- Bolivia: 18 Type 65[12]
- Campuchia[13]
- Cameroon: 18 Type 63[14]
- Cuba
- Ai Cập
- Ethiopia
- Đông Đức

- Phần Lan
- Gabon
- Guinée
- Guiné-Bissau
- Indonesia
- Iraq
- Israel
- Lào
- Mali
- Mauritanie
- Mông Cổ
- Maroc
- Mozambique
- Nicaragua
- CHDCND Triều Tiên
- Pakistan
- Trung Quốc[15]
- Ba Lan
- Cộng hoà Congo: 28[16]
- România
- Somalia
- Liên Xô
- Sudan
- Syria
- Tanzania
- Thái Lan
- Togo
- Tunisia
- Uganda: 20[17]
- Việt Nam
- Yemen
- Nam Tư
- Zaire
- Zambia: 40[18]
- Zimbabwe: 35[19][20][21]

## Thông số loại đạn mà 61-K sử dụng

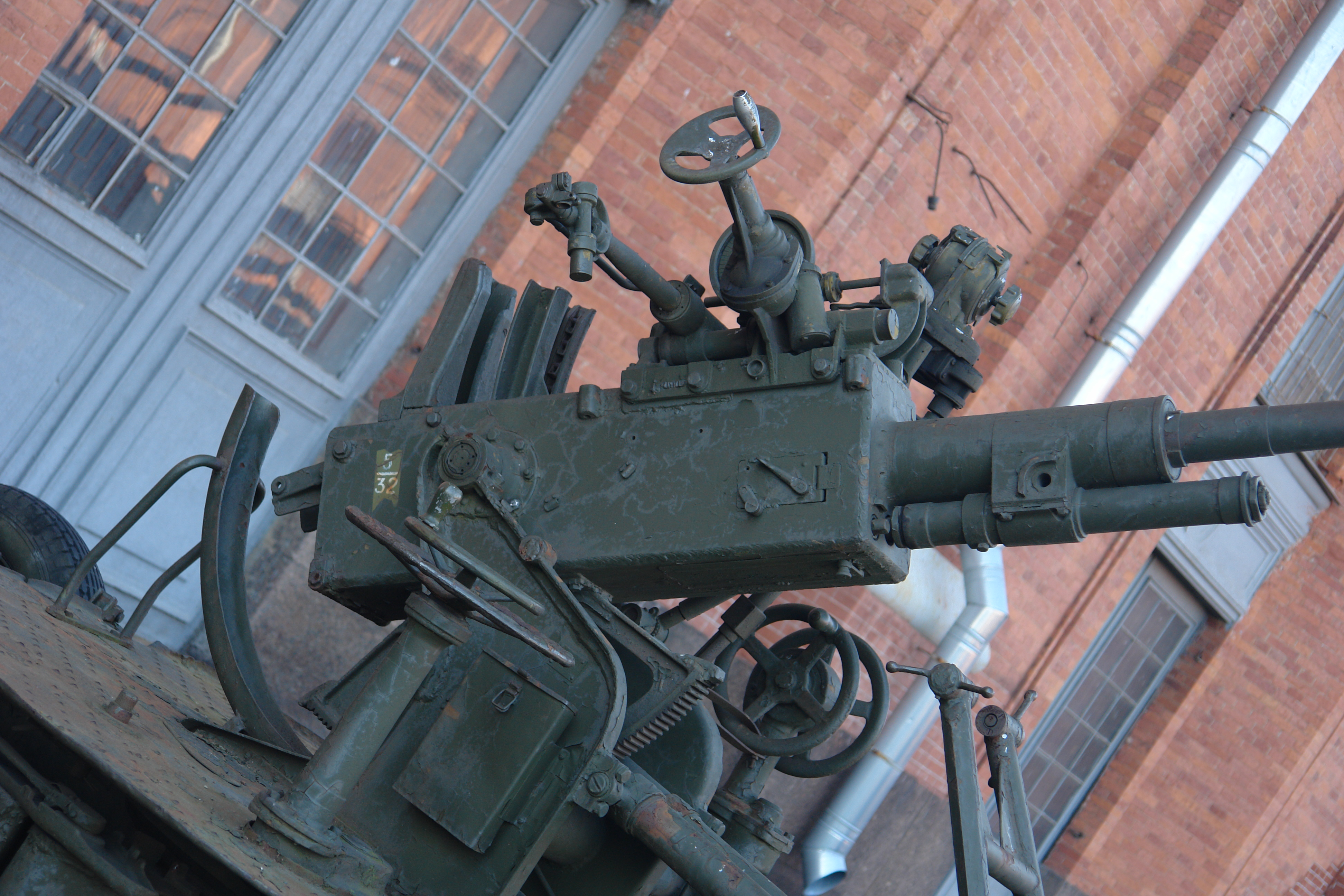
Vị trí nạp đạn

### FRAG-T loại 1
- Đường kính: 37 mm
- Nước sản xuất: Liên Xô
- Tên: OR-167
- Kíp nổ: MG-8 hoặc MG-37 PD
- Khối lượng: 1,43 kg
- Lượng thuốc nổ: 35 g
- Sơ tốc: 880 m/s
- Độ xuyên giáp: Không rõ[22]

### FRAG-T loại 2
- Đường kính: 37 mm
- Nước sản xuất: Liên Xô
- Tên: OR-167N
- Kíp nổ: B-37 PD hoặc MG-37 PD
- Khối lượng: 1,43 kg
- Lượng thuốc nổ: 40 g
- Sơ tốc: 880 m/s
- Độ xuyên giáp: Không rõ

### AP-T

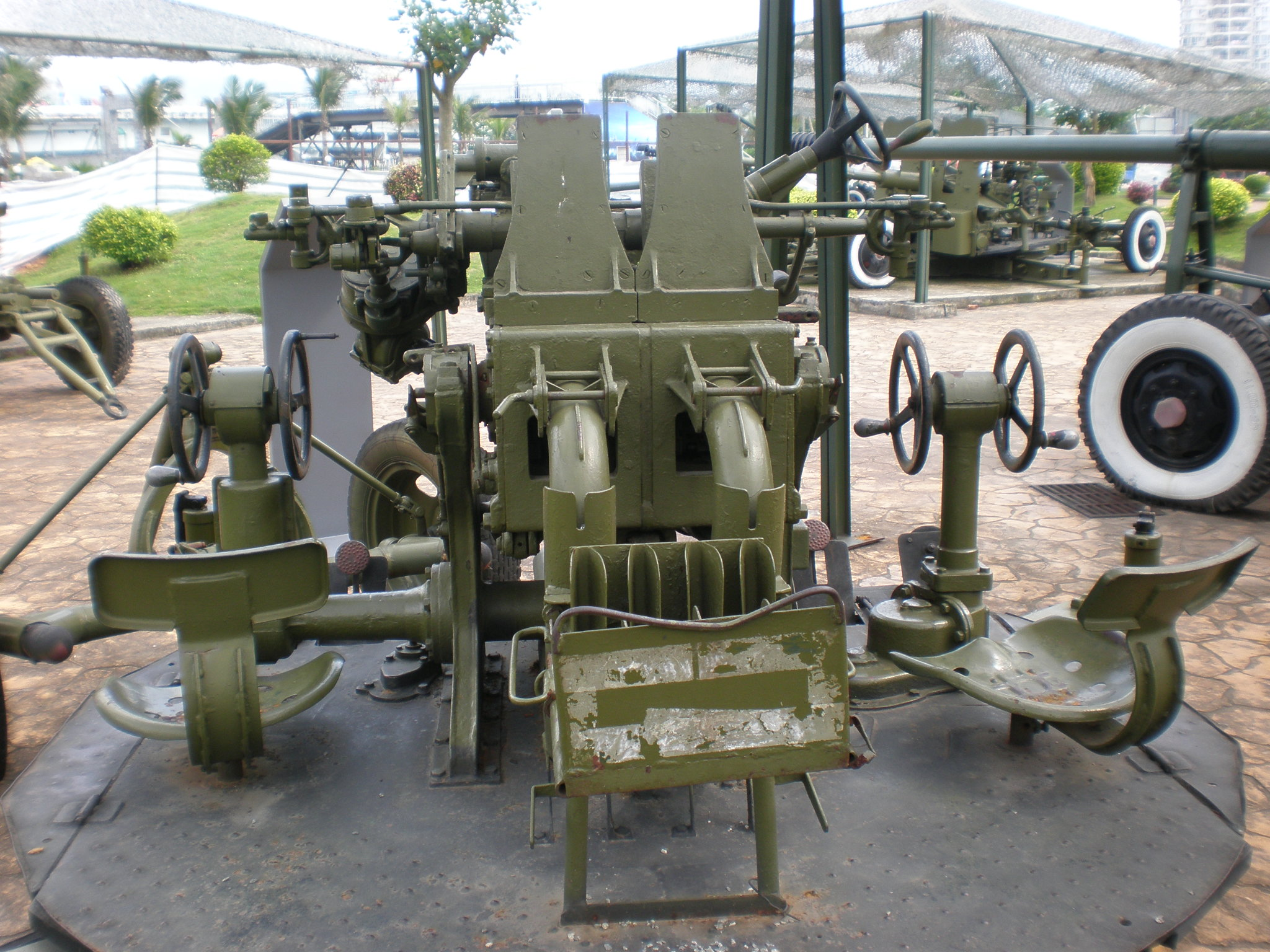
Vị trí tác chiến

- Đường kính: 37 mm
- Nước sản xuất: Liên Xô
- Tên: BR-167
- Kíp nổ: Không rõ
- Khối lượng: 1,47 kg
- Lượng thuốc nổ: Không rõ
- Sơ tốc: 880 m/s
- Độ xuyên giáp: 37–47 mm, 50–100 cm

### HVAP
- Đường kính: 37 mm
- Nước sản xuất: Liên Xô
- Tên: BR-167P
- Kíp nổ: Không rõ
- Khối lượng: Không rõ
- Lượng thuốc nổ: Không rõ
- Sơ tốc: 960 m/s
- Độ xuyên giáp: 57 mm, 100 cm

### HE
- Đường kính: 45 mm (dùng cho các phiên bản pháo 45 mm nâng cấp từ 61-K hoặc không)
- Nước sản xuất: Liên Xô
- Tên: Không rõ
- Kíp nổ: Không rõ
- Khối lượng: 1,5 kg
- Lượng thuốc nổ: Không rõ
- Sơ tốc: 900 m/s
- Độ xuyên giáp: Không rõ

## Biến thể
Do Norinco Trung Quốc sản xuất:
- Type 55 (K-55): Sao chép y nguyên phiên bản 61-K 1939
- Type 63 (K-63): Phiên bản 61-K 2 nòng đặt trên khung gầm Xe tăng T-34
- Type 65 (K-65): Phiên bản 61-K 2 nòng
- Type 74 (K-74): Phiên bản hiện đại hóa với tốc độ bắn lớn hơn
- Type 74SD (K-74SD): Phiên bản hiện đại hóa có hệ thống điện tử
- Type 79-III (K-79-III): Phiên bản hiện đại hóa với sơ tốc và góc ngẩng tốt hơn
- Type 76 (K-76): Phiên bản hải quân 2 nòng
- 793: Phiên bản hiện đại hóa 2 nòng với sơ tốc lớn hơn và giảm số người trong 1 kíp chiến đấu còn 5-6 người

Do Cộng hòa Dân chủ Nhân dân Triều Tiên sản xuất: Tự sản xuất với giấy phép của Liên Xô

## Hình ảnh

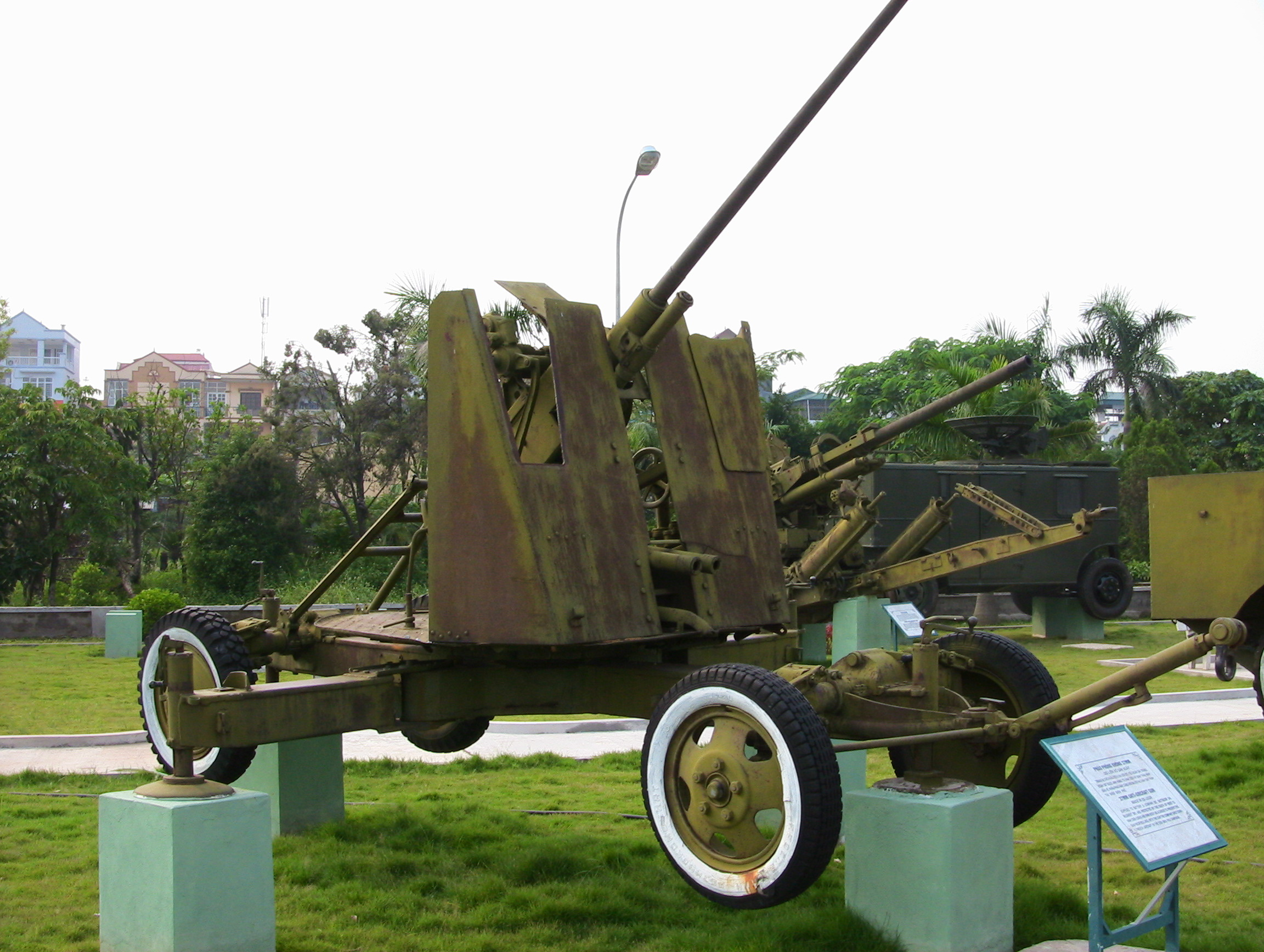
Khẩu pháo phòng không mang tên Tô Vĩnh Diện của Việt Minh
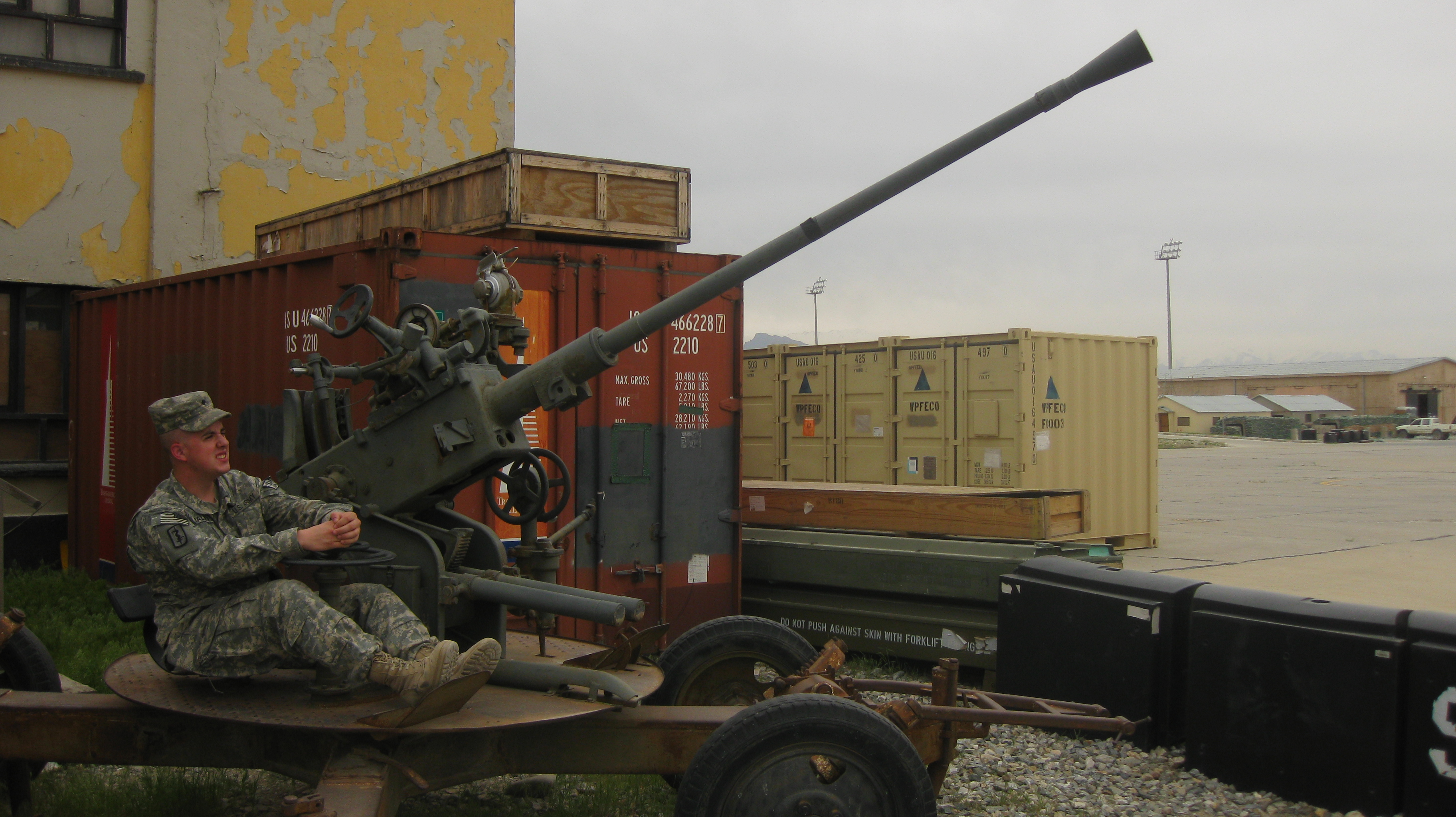
Lính Hoa Kỳ với khẩu 61-K
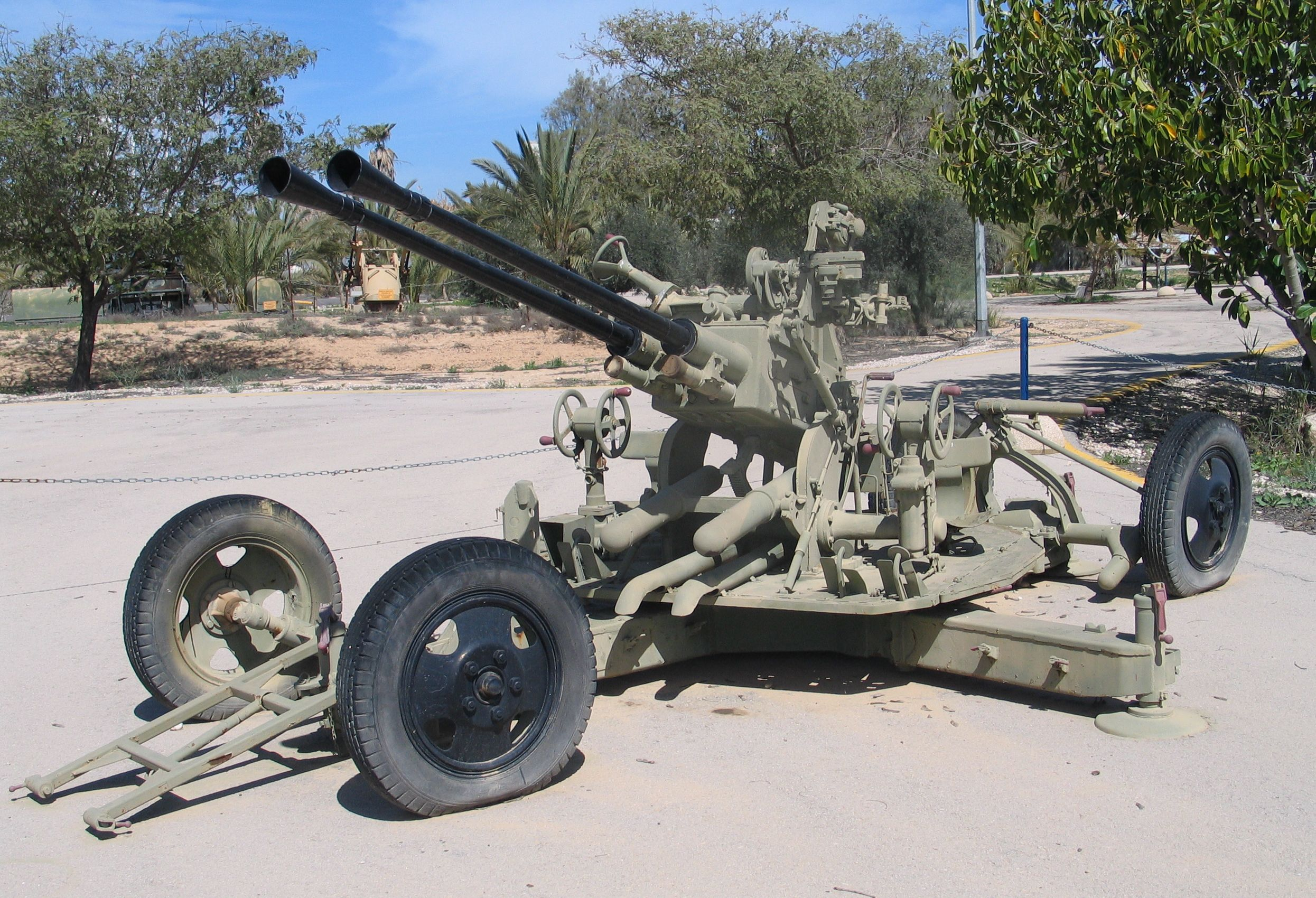
61-K 2 nòng
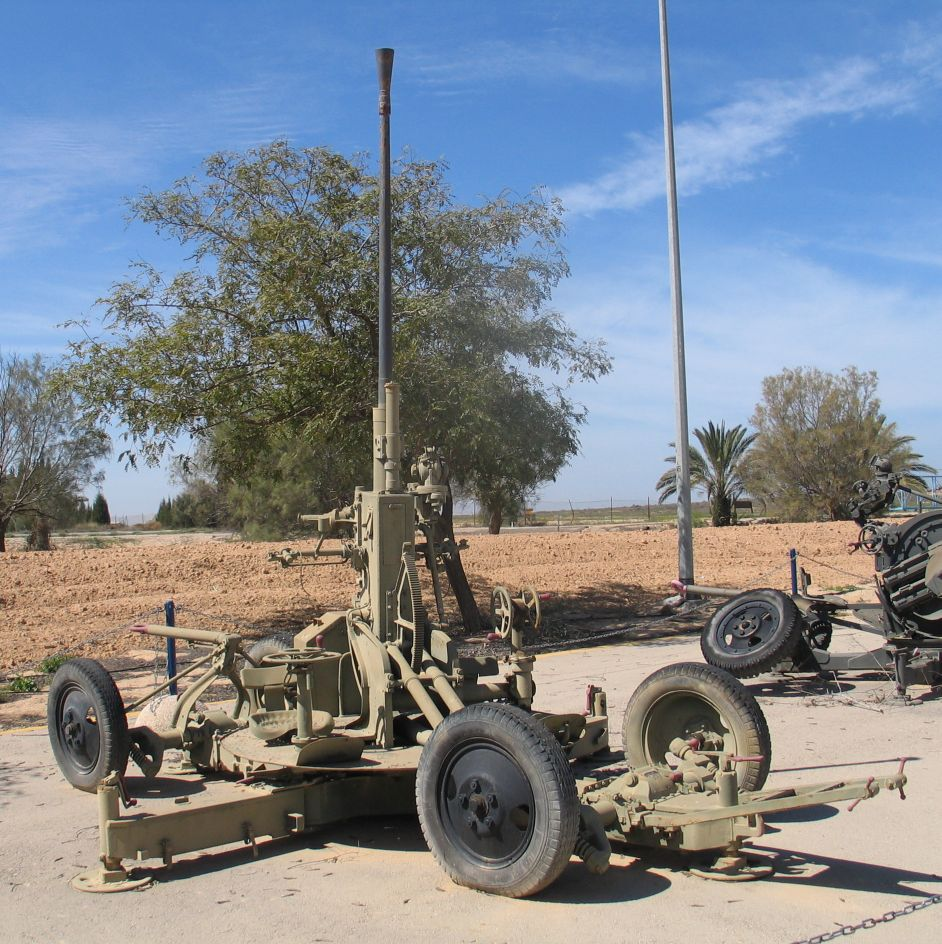
61-K được trưng bày tại Israel
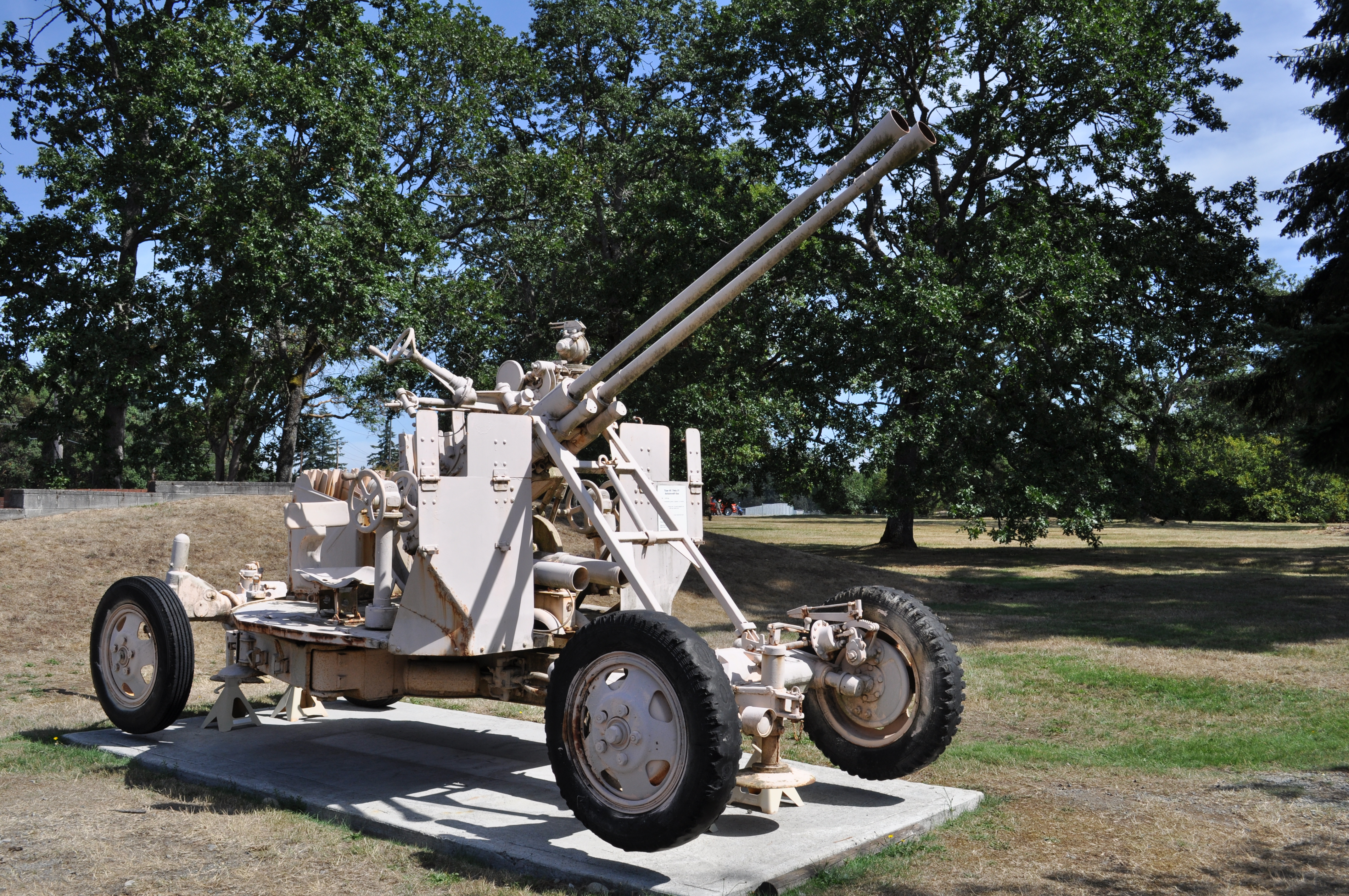
Phiên bản K-65 có tấm chắn
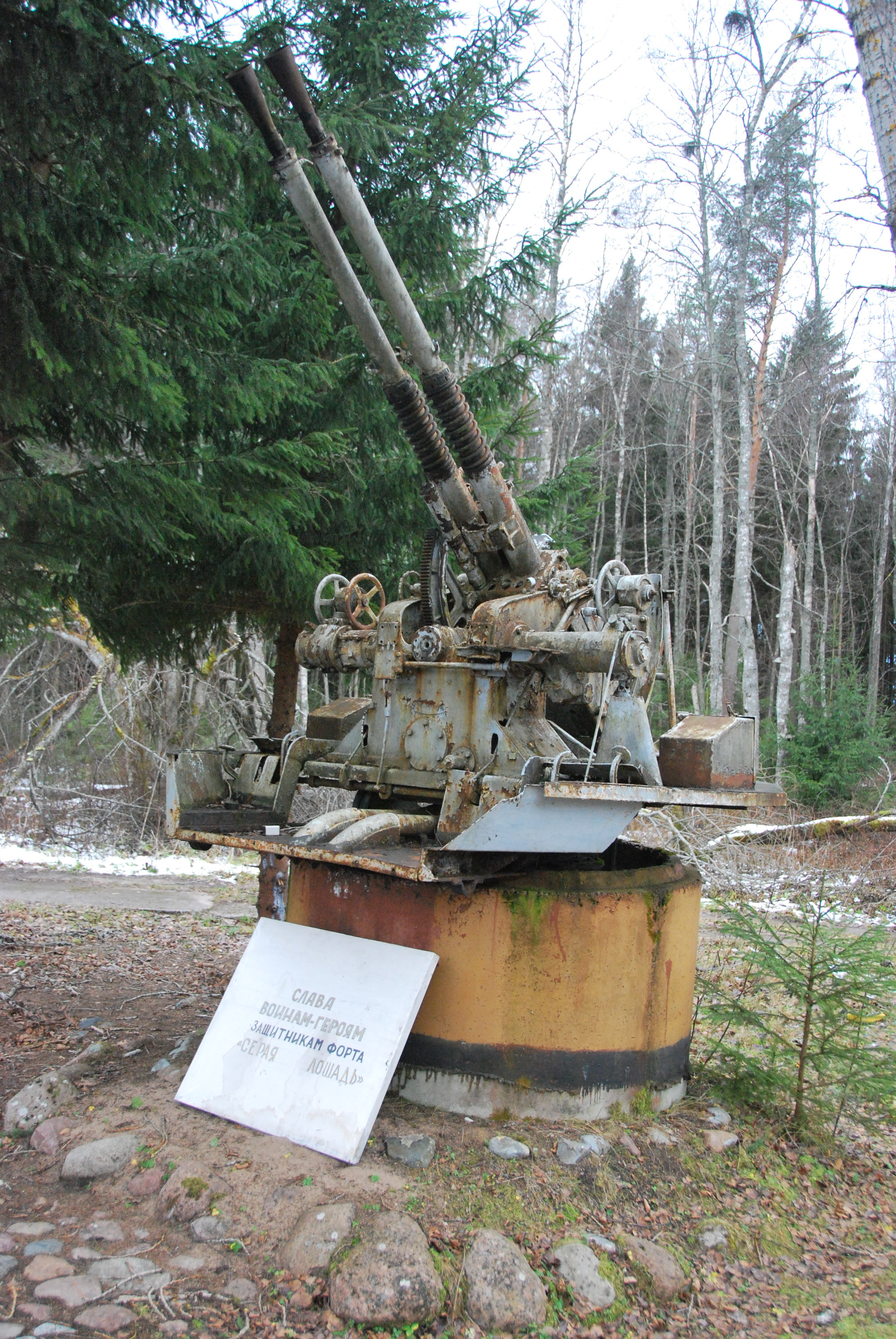
Phiên bản Hải quân V-11